# Willibald z Eichstätt
Willibald z Eichstätt (ur. 22 października 700 w Wesseksie w Anglii, zm. 7 lipca 787 lub 789 w Eichstätt w Bawarii) – biskup Eichstätt i święty Kościoła katolickiego.

## Życiorys
Był synem św. Ryszarda i Wuny, bratem św. Wunibalda i św. Walburgi. W wieku pięciu lat kształcił się w klasztorze w Waltham. W 721 roku wybrał się wraz z ojcem i bratem z pielgrzymką do Rzymu. Jego ojciec zmarł w drodze do Lukki, a jego brat znalazł się w klasztorze w Rzymie. W 729 roku wrócił do Włoch i zajął się odnowieniem klasztoru w Monte Cassino. W 741 roku otrzymał święcenia kapłańskie z rąk św. Bonifacego i rozpoczął działalność duszpasterską i misyjną. Był pierwszym biskupem Eichstätt. Zmarł 7 lipca 787 lub 789 roku, a jego wspomnienie obchodzone jest w rocznicę jego śmierci 7 lipca.